# Jerzy Orski
Jerzy Marian Paweł Orski (ur. 25 marca 1894 we Lwowie, zm. ?) – pułkownik dyplomowany artylerii Wojska Polskiego, kawaler Orderu Virtuti Militari, awansowany przez Władysława Andersa na stopień generała brygady z dniem 1 stycznia 1964.

## Życiorys
Urodził się 25 marca 1894 we Lwowie, w rodzinie Włodzimierza i Ludmiły z Moschów. Uczęszczał do c. k. Gimnazjum im. Franciszka Józefa we Lwowie, w którym w 1912 zdał egzamin dojrzałości z odznaczeniem.
15 maja 1915 został powołany do cesarsko-królewskiej Obrony Krajowej. Ukończył szkołę oficerów rezerwy artylerii. Egzamin oficerski zdał z 1. lokatą. 1 sierpnia 1916 został mianowany na stopień podporucznika rezerwy artylerii. Jego oddziałem macierzystym był Pułk Artylerii Polowej Ciężkiej Nr 13.
16 stycznia 1919 przyjęty został do Wojska Polskiego z zatwierdzeniem posiadanego stopnia porucznika ze starszeństwem od dnia 1 listopada 1918 i z dniem 20 grudnia 1918 przydzielony do 6 pułku artylerii polowej na stanowisko oficera baterii. W styczniu 1919 przeniesiony został do Departamentu VI Artyleryjskiego Ministerstwa Spraw Wojskowych na stanowisko referenta Referatu Wyszkolenia. 9 września 1920 został zatwierdzony z dniem 1 kwietnia 1920 w stopniu kapitana, w artylerii, w grupie oficerów byłej armii austriacko-węgierskiej. 24 marca 1921 został przeniesiony do 1 dywizjonu artylerii konnej jako oddziału macierzystego z pozostawieniem na dotychczasowym stanowisku w Sekcji 3. Departamentu I MSWojsk.
15 listopada 1921 został odkomenderowany do Wyższej Szkoły Wojennej w Warszawie, w charakterze słuchacza Kursu Normalnego. Równocześnie pozostawał oficerem nadetatowym 1 dak. 3 maja 1922 został zweryfikowany w stopniu kapitana ze starszeństwem od 1 czerwca 1919 i 202. lokatą w korpusie oficerów artylerii. Z dniem 1 października 1923, po ukończeniu kursu i otrzymaniu dyplomu naukowego oficera Sztabu Generalnego, przydzielony został do Oddziału III Sztabu Generalnego na stanowisko kierownika referatu szkół technicznych. 1 grudnia 1924 prezydent RP nadał mu stopień majora z dniem 15 sierpnia 1924 i 86. lokatą w korpusie oficerów artylerii. 12 listopada 1925 został przeniesiony do kadry oficerów korpusu artylerii przy Departamencie III MSWojsk. z pozostawieniem na zajmowanym stanowisku w Oddziale III SG. W maju 1926 przydzielony z Oddziału III SG do kadry oficerów artylerii. Z dniem 1 czerwca 1926 został przeniesiony służbowo na czteromiesięczny kurs dowódców dywizjonów w Szkole Strzelania Artylerii w Toruniu. W listopadzie tego roku został przeniesiony do 4 pułku artylerii polowej w Inowrocławiu na stanowisko dowódcy III dywizjonu. 3 grudnia 1926 objął protokolarnie dowództwo dywizjonu. W listopadzie 1927 został przeniesiony do 24 Dywizji Piechoty w Jarosławiu na stanowisko szefa sztabu. W styczniu 1930 powrócił do Oddziału III Sztabu Głównego. W październiku 1931 został przeniesiony ze składu osobowego II zastępcy szefa Sztabu Głównego do dyspozycji szefa Biura Personalnego MSWojsk. z zachowaniem dotychczasowego dodatku służbowego. W marcu 1932 został wyznaczony na stanowisko zastępcy dowódcy 17 pułku artylerii lekkiej w Gnieźnie. Od 1 lipca do 1 sierpnia 1932, od 24 września do 22 października 1933 oraz od 10 stycznia do 14 kwietnia 1934 pełnił „w zastępstwie” obowiązki dowódcy pułku. 15 kwietnia 1934 przeniesiony został do Centrum Wyszkolenia Piechoty w Rembertowie na stanowisko kierownika przedmiotu. 8 sierpnia 1935 został przydzielony do składu osobowego szefa Sztabu Głównego na stanowisko oficera do prac. Na podpułkownika awansował ze starszeństwem z dniem 19 marca 1936 i 5. lokatą korpusie oficerów artylerii. 1 czerwca 1936 został przesunięty na stanowisko oficera Sekretariatu Komitetu Obrony Rzeczypospolitej. Do września 1939 zastępca kierownika SeKOR. W kampanii wrześniowej w Sztabie Naczelnego Wodza.
Od maja 1941 roku do maja 1942 w Palestynie był szefem sztabu Ośrodka Zapasowego Samodzielnej Brygady Strzelców Karpackich. Następnie dowodził 10 pułkiem artylerii ciężkiej. Na pułkownika awansował ze starszeństwem z dniem 3 maja 1943 korpusie oficerów artylerii. W grudniu 1943 wyznaczony został na stanowisko dowódcy artylerii 5 Kresowej Dywizji Piechoty. Walczył w kampanii włoskiej 1944–1945. W kwietniu 1945 przeniesiony został do Wielkiej Brytanii, gdzie objął stanowisko szefa sztabu I Korpusu Polskiego. Pracami sztabu kierował do września 1946. Po demobilizacji Polskich Sił Zbrojnych osiedlił się w Republice Południowej Afryki.
1 lutego 1921 ożenił się z Haliną Marią z Lesińskich, z którą miał córkę Izabellę (ur. 23 sierpnia 1923).

## Ordery i odznaczenia
- Krzyż Złoty Orderu Wojennego Virtuti Militari nr 87[31]
- Krzyż Srebrny Orderu Wojennego Virtuti Militari nr 8756[32]
- Krzyż Kawalerski Orderu Odrodzenia Polski – 11 listopada 1936 „za zasługi w służbie wojskowej”[33][34]
- Krzyż Walecznych
- Złoty Krzyż Zasługi z Mieczami
- Złoty Krzyż Zasługi – 24 maja 1929 „za zasługi na polu organizacji wojska”[35][36]
- Medal Pamiątkowy za Wojnę 1918–1921 – 1928[37]
- Medal Dziesięciolecia Odzyskanej Niepodległości –1928[37]
- Brązowy Medal za Długoletnią Służbę – 1938[38]
- Krzyż Pamiątkowy Monte Cassino nr 14796[39]
- Państwowa Odznaka Sportowa – 6 października 1932[40]
- Srebrny Medal Waleczności 1 klasy[41]
- Krzyż Wojskowy Karola[41]